# Akční veličina
Akční veličina (německy Stellgröße, anglicky manipulated variable) je výstupní veličina akčního členu a současně vstupní veličina řízené soustavy. Řízení se uskutečňuje jejím působením na řízenou soustavu. Okamžitá hodnota akční veličiny se nazývá amplituda.

Akční veličina ve dvou druzích řízení.
Nahoře: Otevřený řetězec mezi požadovanou hodnotou referenční veličiny a akční veličinou při ovládání.
Dole: Při regulaci máme uzavřený obvod, v němž je akční veličina vstupní veličinou regulované soustavy.

Při ovládání je vstupní veličinou akčního členu přímo referenční veličina (německy Führungsgröße), zatímco při regulaci je referenční veličina jednou z porovnávaných veličin na vstupu centrálního členu regulátoru, jehož výstup je jako řídicí veličina (německy Steuergröße) veden na akční člen.
Příkladem akční veličiny je otevřený stav ventilu. Jeho referenční hodnotou je například natočení ovládacího knoflíku (kolečka). Při regulaci se používá ovládací ventil; jeho řídicí veličinou je při pneumatickém řízení tlak na membránu, který je výstupem z pneumatického regulátoru.